# Ángel del Castillo Agramonte
Ángel del Castillo Agramonte (Puerto Príncipe, Camagüey, Cuba, 14 de agosto de 1834 - Poblado "Lázaro López", Ciego de Ávila, Cuba, 8 de septiembre de 1869), fue un dentista, militar y patriota cubano. Participó en la Guerra de Secesión de los Estados Unidos. Fue conocido entre los independentistas como La tempestad a caballo.

## Orígenes y estudios
El Mayor general Ángel del Castillo Agramonte nació el 14 de agosto de 1834, en la ciudad de Puerto Príncipe, Camagüey. Por línea materna estaba emparentado con el Mayor general Ignacio Agramonte. De familia notablemente rica, varios de sus hermanos, y posteriormente sus hijos, participarían en las diferentes guerras por la independencia de Cuba.
Su familia poseía varios ingenios azucareros y fincas ganaderas. En 1853, a los diecinueve años, Ángel partió hacia Estados Unidos junto a su hermano Francisco, enviado por su familia. Como dato curioso, podemos agregar que fue uno de los primeros cubanos en dedicarse al estudio de la cirugía dental.
Se graduó de cirujano dental el 8 de septiembre de 1858, en Nueva York, Estados Unidos.
El 16 de septiembre de ese año embarcó de regreso a La Habana junto a su hermano Martín. Se presentó, el 31 de octubre del mismo año, ante las autoridades competentes para hacer valer sus estudios e incorporarse a la entonces llamada Real y Literaria Universidad de La Habana (Actual Universidad de La Habana).
Luego de varios tropiezos, consiguió sus objetivos académicos.
Posteriormente, regresó a Puerto Príncipe. Se casó con Carmen Bages Monteagudo, quien falleció tiempo después. Se casó por segunda vez con Ignacia de Quesada, con quien tendría cinco hijos. Algunos de sus hijos participarían en la Guerra Necesaria (1895-1898).

## Guerra de los Diez Años
Estuvo entre los camagüeyanos que se alzaron en Las Clavellinas, incorporándose a la Guerra de los Diez Años el 4 de noviembre de 1868. Liberó a todos sus esclavos, exhortándolos a unirse a la insurrección en todos sus ingenios y los de sus hermanos Martín y Nazario. Perdió todas sus posesiones a manos de España.
El 27 de noviembre, junto a otros independentistas camagüeyanos, se enfrentó a una columna española comandada por el Conde de Valmaseda. Asaltó el tren de Nuevitas a Camagüey, a la cabeza de veinte hombres.
Participó a la Asamblea de Guáimaro. A principios de 1869 fue nombrado general del Ejército Libertador. 
Combatió en El Bagá y El Salado. Atacó varias veces a San Miguel de Nuevitas. Peleó en Laguna de Piedra, Monte de Horno y Quinta Canosa. 
Entró en la ciudad de Camagüey, combatiendo en la Plaza de la Caridad. Peleó en Las Mercedes, Sabana Nueva y en otras escaramuzas. Posteriormente, fue designado jefe de la Segunda Brigada de Camagüey.
Tras la caída del general Honorato del Castillo, lo sustituyó en el mando y derrotó a las fuerzas españolas de Portal, en Pitajones. Capturó a Portal y lo fusiló, tras de un consejo de guerra sumarísimo, acusado del asesinato del general Honorato.

## Muerte y recordación
Cayó en combate el 8 de septiembre de 1869, atacando el poblado Lázaro López, en la actual provincia de Ciego de Ávila después de haberle capturado un cañón a los españoles casi un mes antes, el 13 de agosto.
Cuenta la historia que, ese día, avanzó hasta lo alto de una trinchera enemiga, arengando a los patriotas y retando al enemigo con estas palabras: “¡Vengan a ver cómo muere un general cubano!” 
Una andanada enemiga lo derribó al instante, mortalmente herido. 
Veintiséis años después, en septiembre de 1895, ya en plena Guerra Necesaria (1895-1898), las tropas independentistas cubanas se reunieron en el poblado Lázaro López, cerca de dónde murió el general Ángel del Castillo, para conformar el Ejército Invasor que debía extender la guerra hasta los últimos confines del occidente cubano. Allí, el generalísimo Máximo Gómez recordó al general mambí caído en la anterior guerra, con las siguientes palabras:
"El sitio para conformar el Ejército Invasor fue escogido porque lo había consagrado sobre él muriendo gloriosamente en el asalto (…) el caudillo de las cargas estupendas, el que llamaron la Tempestad a Caballo, el general Ángel del Castillo."
Máximo Gómez tenía una alta estima del general Ángel del Castillo, comentando: 
"Cuanto pude saber de aquel cubano imponente y dotado de un valor temerario, fue de referencias, pero sí recuerdo que comentamos sus hechos asombrosos."
El 9 de septiembre de 1947 fue erigido allí un obelisco en memoria de este general mambí.